# 凸結合

図に示される平面に三点 が与えられたとき、点 はそれら三点の凸結合であるが、点 は異なる（しかし は、それら三点のアフィン包が全空間であるために、それらのアフィン結合である）。

数学の凸幾何学の分野において、凸結合（とつけつごう、英: convex combination）とは、和が 1 となるような非負係数を持つ点（ベクトルやスカラー、あるいはより一般にアフィン空間の点）の線型結合である。
より正式に、実ベクトル空間に有限個の点 {\displaystyle x_{1},x_{2},\dots ,x_{n}\,} が与えられたとき、それらの凸結合は次の式で表される点である。
{\displaystyle \alpha _{1}x_{1}+\alpha _{2}x_{2}+\cdots +\alpha _{n}x_{n}}
ただし実数 {\displaystyle \alpha _{i}\,} は {\displaystyle \alpha _{i}\geq 0} および {\displaystyle \alpha _{1}+\alpha _{2}+\cdots +\alpha _{n}=1} を満たすものである。
特別な一例として、二点の間のすべての凸結合は、それらを結ぶ線分の上に存在する。
すべての凸結合は、与えられた点の凸包の中に含まれる。
線型結合の下で閉じていないが、凸結合の下で閉じているベクトル空間の部分集合が存在する。例えば、区間 {\displaystyle [0,1]} は凸であるが、線型結合の下では実数直線全体を生成する。また別の例として、線型結合が非負性、アフィン性（積分の総和が 1）のいずれも保存しない確率分布の凸集合が挙げられる。

## 他の概念
- 同様に、確率分布 {\displaystyle Y_{i}} の凸結合 {\displaystyle X} は、その成分確率分布の加重和（{\displaystyle \alpha _{i}} には上述と同様の制限が課される）であり、次の確率密度函数を備える。

{\displaystyle f_{X}(x)=\sum _{i=1}^{n}\alpha _{i}f_{Y_{i}}(x)}

## 関連する構成
- 錐結合は、非負係数による線型結合である。
- 加重平均は機能的には凸結合と同じであるが、記法としては異なる。加重平均の係数（重み）和は 1 である必要はないが、その代わりにその（係数）和で線型結合を明示的に割っている。
- アフィン結合は凸結合と似ているが、その係数は非負である必要はない。したがってアフィン結合は、任意の体上のベクトル空間において定義される。